# چشم‌انداز فرهنگی قهوه در کلمبیا
چشم‌انداز فرهنگی قهوه کلمبیا (به اسپانیایی: Paisaje Cultural Cafetero de Colombia) نمونه‌ای از سازگاری انسان با شرایط دشوار جغرافیایی است که در آن زراعت دانهٔ قهوه کوهستانی توسعه یافته است. این یک چشم‌انداز فرهنگی است که در آن عناصر طبیعی، اقتصادی و فرهنگی به جا مانده از مهاجران آنتیوکیا و والونو با درجه بالایی از همگنی در منطقه یافت می‌شود و یک مورد استثنایی در جهان است. در این چشم‌انداز تلاش‌های انسانی، خانوادگی و نسل به نسل تولیدکنندگان قهوه با هم ترکیب شده است.
این تلاش‌ها با هم، الگویی از کنش جمعی را ایجاد کرده‌اند که به آدمی امکان می‌دهد بر شرایط سخت اقتصادی غلبه کند و در یک چشم‌انداز ناهموار و منزوی زنده بماند. به این ترتیب، پرورش قهوه بر اساس مالکیت کوچک توسعه یافته است که پایداری خود را از نظر اقتصادی، اجتماعی و زیست‌محیطی نشان داده است و محصول خود را به عنوان یکی از بهترین قهوه‌های جهان معرفی کرده است. این مدل اجتماعی و اقتصادی منطقه ای را با درجه بالایی از وحدت فرهنگی شکل داده است که در یک میراث فرهنگی مادی بیان شده است که در آن تکنیک‌های ساخت و ساز سکونتگاه‌های شهری و خانه‌های قهوه‌کاران روستایی برجسته می‌شود و همچنین میراث فرهنگی ناملموس که در آن وجود دارد. پیوند بین جمعیت و محصول را از طریق جشنواره‌ها، کارناوال‌ها و جشن‌های هویت بخش به ارث گذاشته که از دوران استعمار بر جای مانده است و به عنوان یک ویژگی منحصر به فرد در جهان که توسط ساکنان این منطقه حفظ شده است، شناخته شده است.
PCC از مناطق خاصی برای کشت قهوه در بخش‌های کالداس، کیندیو، ریسارالدا و دایه دل کائوکا تشکیل شده است که در دامنه مرکزی و غربی رشته کوه آند در کلمبیا واقع شده‌اند. منطقه ای بزرگتر از PCC که بخشی از آن ناحیه تولیما را هم بر می‌گیرد، به‌طور سنتی در سطح ملی و بین‌المللی به عنوان محور قهوه و اخیراً در سطح ملی و بین‌المللی به عنوان مسیر قهوه شناخته شده است.
اقتصاد و فرهنگ این منطقه بیش از یک قرن است که حول محور قهوه می‌چرخد، یعنی تنها چند دهه پس از سکونت توسط استعمارگران آنتیکیان، که اشغال قلمرو خود را در قرن ۱۹ میلادی آغاز کردند. فرآیندهایی مانند کاشت اولین مزارع قهوه، از طریق ساخت مسکن روستایی و زیرساخت‌های حمل و نقل، فرآوری و بازاریابی قهوه و متعاقب آن دگرگونی تکنیک‌های تولید، پویایی استثنایی به این چشم‌انداز بخشیده است. این ترکیب سنت ریشه‌دار قهوه با میراث استعمار آنتیوکیایی و توسعه گسترده وایه دل کاکوئا (مزارع قهوه) در قرن‌های ۱۹ و ۲۰ نقش اساسی در شکل‌گیری فرهنگ منطقه ای ایفا کرده و ثروت زیادی را برای افراد محلی به وجود آورده است. جلوه‌هایی در عرصه‌های متنوعی مانند موسیقی، رقص، غذاهای سنتی و معماری به جای گذاشته که از نسلی به نسل دیگر منتقل شده‌اند.